# 波耶 (伊勒-维莱讷省)
波耶（法語：Poilley，法語發音：[pɔjɛ]）是法国伊勒-维莱讷省的一个市镇，位于该省东北部，属于富热尔-维特雷区。

## 地理
波耶（48°27'56"N, 1°15'45"W）面积10.78 平方千米，位于法国布列塔尼大區伊勒-维莱讷省，该省份为法国西北部沿海省份，位于布列塔尼半岛东部，北濒大西洋，西接阿摩尔滨海省和莫尔比昂省，南至大西洋卢瓦尔省，西南端接曼恩-卢瓦尔省，东临马耶讷省，东北与芒什省接壤。
与波耶接壤的市镇（或旧市镇、城区）包括：勒沙特利耶、勒费雷、圣乔治德兰唐博、维拉梅、莱波特迪科格莱。

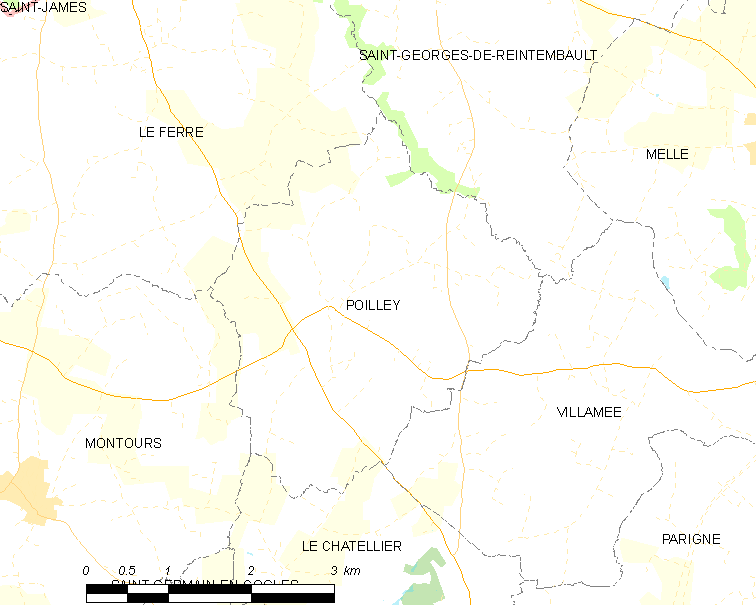
的OSM定位图

波耶的时区为UTC+01:00、UTC+02:00（夏令时）。

## 行政
波耶的邮政编码为35420，INSEE市镇编码为35230。

## 政治
波耶所属的省级选区为富热尔第二县。

## 人口

1962-2008年间人口变化图示

波耶于2022年1月1日时的人口数量为380人。